# Die Gebrüder Skladanowsky
Die Gebrüder Skladanowsky ist ein deutscher Spielfilm aus dem Jahr 1995. Wim Wenders drehte im Jubiläumsjahr des Kinos mit Studenten der HFF München eine Hommage an die Gebrüder Skladanowsky, die im Jahr 1895 im Wintergarten in Berlin ihre Kurzfilme zeigten, die zusammen mit der Präsentation der Gebrüder Lumière in Paris die Geburtsstunde des Kinos markierten.
Der Film ist dabei in drei Akte unterteilt, von denen die beiden ersten im Jahr 1895, der dritte in der Gegenwart 1995 spielen. Zudem wird dem Zuschauer in den ersten beiden Akten ein Erzähler zur Seite gestellt, der das Geschehen aus dem Off kommentiert. Der erste Akt wird aus der Sicht der kleinen Gertrud, Tochter von Max Skladanowsky, erzählt, der zweite aus der Sicht von Max Skladanowsky, wobei hier die Stimme von Rolf Zacher zu hören ist.

## Handlung

### Akt I: Wie Papa den Kintopp erfunden hat
Die kleine Gertrud lebt zusammen mit ihrem Vater Max Skladanowsky und dessen Brüdern Emil und Eugen in Pankow bei Berlin. Ihr Alltag ist vom Erfindungsgeist der drei Männer geprägt, besonders zu ihrem Onkel Eugen, der als Clown und Zauberer arbeitet, hat sie ein inniges Verhältnis. Schon lange tüftelt ihr Vater an der Erfindung eines Apparates, mit dem bewegte Bilder abgespielt werden können, während er das Problem der Kamera bereits gelöst hat. Seiner Ansicht nach liegt die Erfindung des Kintopps gleichsam in der Luft. Bisher verdient er zusammen mit Emil seinen Lebensunterhalt vor allem mit der Vorführung von Nebelbildern oder der Laterna magica auf Jahrmärkten. Gertrud findet diese Form der Unterhaltung langweilig und unecht und ist der Meinung, die Entwicklung vorantreiben zu müssen.
Als zu Gertruds Enttäuschung eines Tages Eugen für längere Zeit verreisen muss, weil er ein Engagement an einem Zirkus hat, nehmen sie ihn vorher auf dem Dach des Hauses auf, damit Gertrud ihn trotz seiner Abwesenheit lebensgroß bei sich behalten kann. Die Kleine will das aber nicht glauben und schaut in den Kasten ihres Vaters. Dabei belichtet sie versehentlich den Filmstreifen, aber es existiert noch ein zweiter. Schließlich hat Max das Problem des Filmtransports gelöst und er kann Gertrud befriedigt den lebensgroß projizierten Eugen präsentieren. Auch andere interessieren sich heimlich für Skladanowskys Erfindung, aber die Familie kann den Spion wiederholt in die Flucht schlagen.

### Akt II: Die erste Vorführung
Max Skladanowsky sitzt am 28. Dezember 1895 mit seinem Bruder Emil im Grand Café am Boulevard des Capucines in Paris und ist Zeuge der Vorführung der Brüder Lumière. Ihm ist klar, dass sein eigener Apparat der Erfindung der Franzosen hoffnungslos unterlegen ist. Er erinnert sich an die Vorbereitungen seiner eigenen Vorführung:
In Berlin hat sich die Nachricht von der bahnbrechenden Erfindung bereits herumgesprochen und so finden sich viele Artisten ein, um sich von den Skladanowskys auf dem Gelände eines Biergartens auf Filmstreifen bannen zu lassen. Auch die Betreiber des renommierten Varieté-Betriebes Wintergarten an der Friedrichstraße haben Wind davon bekommen und bemühen sich nach Pankow, um den Brüdern ein Engagement anzubieten. Der Spion, der das Ganze aus der Entfernung beobachtet, versucht dabei, so viel wie möglich herauszufinden. Er bietet den Varieté-Besitzern sein Konkurrenzprodukt an, was Emil mitbekommt. Er folgt dem Mann und wird zufrieden und erleichtert Zeuge, wie der Ideendieb in seinem Keller vor den Augen der Wintergarten-Direktoren eine Blamage erlebt, als sein von einem Fahrrad betriebener Apparat explodiert.
Beim Plakatieren der Werbeanzeigen für die Wintergarten-Vorführung entdecken die Skladanowskys, dass eine berühmte Varietékünstlerin mit ihrem noch berühmteren Serpentintanz in der Stadt gastiert. Sie schaffen es, die Dame zu einer Vorstellung vor ihrer Kamera zu überreden, was ihrer Darbietung den letzten Pep verleihen soll. Doch bei einem nächtlichen Stelldichein zwischen Emil und der von ihm angebeteten Biergartenkellnerin Josephine passiert es: Emil hält eine brennende Kerze zu nahe an die an einer Wäscheleine aufgehängten Filmstreifen und einer davon gerät in Brand. Nun sind ausgerechnet die Bilder von der berühmten Serpentintänzerin vernichtet. Ohne Max’ Wissen drehen Emil und Gertrud die Szenen mit Josephine als Double nach.
Als schließlich die Vorstellung über die Bühne geht, bemerken weder Max noch die Zuschauer den Irrtum. Einzig die ebenfalls anwesende Künstlerin schöpft Verdacht, den sie allerdings schnell vergisst, als ihr der Applaus des Publikums zuteilwird. So wird die Präsentation ein voller Erfolg.

### Akt III: 1895–1995
In der Gegenwart erzählt Lucie Hürtgen-Skladanowsky, im Jahr 1904 als jüngere Tochter von Max Skladanowsky geboren, von ihren Erinnerungen an ihren Vater, ihre Onkel, ihre Schwester und an die Pioniertage des Kinos. Plötzlich tauchen Eugen und Gertrud wieder auf und schauen sich im Raum um. Die in Farbe getauchte Szene entfärbt sich wieder und wird schwarzweiß. Als Eugen und seine kleine Nichte den bekannten Spion am Fenster erblicken, verscheuchen sie ihn.
Ein modernes Taxi wartet auf die beiden, doch Eugen zaubert eine „zeitgemäßere“ Kutsche herbei, mit der sie wegfahren. Schließlich entschwinden sie an der Großbaustelle des Potsdamer Platzes.

## Hintergrund

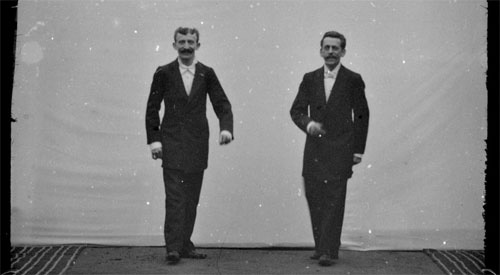
Apotheose: Max und Emil Skladanowsky verbeugen sich

Die Gebrüder Max und Emil Skladanowsky zeigten am 1. November 1895 im Berliner Wintergarten Variété ihre Filme. Sie waren damit acht Wochen früher dran als die Brüder Lumière, die am 28. Dezember 1895 ihre Arbeiten in Paris präsentierten. Im Gegensatz dazu bestanden die Streifen der Skladanowskys aus vor hellen oder dunklen Vorhängen aufgenommenen Variété-Nummern wie einem boxenden Känguru oder einem Serpentintanz. Der Bioskop genannte Apparat aus Berlin war schließlich der Erfindung der Lumières unterlegen, weil diese mit ihrem Cinématographe sowohl aufnehmen als auch abspielen konnten und in der Lage waren, längere Filme zu produzieren.
Im Jahr 1995 drehte Wim Wenders aus Anlass des 100-jährigen Jubiläums des Kinos zusammen mit Studenten der HFF München diesen Film über die Geburtsstunde des Mediums. Sie entschieden sich dabei gegen die Produktion eines Dokumentarfilms und für eine augenzwinkernde, die Historie eher frei interpretierende Erzählweise, weil sie die naive und unorthodoxe Art ehren wollten, mit der die Brüder Skladanowsky an ihre Erfindung herangingen. Auch wollten sie ihren Status als eher mittellose Bastler ohne feinmechanische Ausbildung und ohne Industriesponsor herausarbeiten.
So wurde der Film auch als Stummfilm konzipiert und mit Off-Erzählern versehen. Gedreht wurden dabei die 1895 spielenden Teile auf einer historischen Handkurbelkamera der Firma Askania, die die Gegenwart zeigenden dagegen auf aktuellen Kameras der Firma ARRI.
Während er in Teilen schon vorher bei diversen Kurzfilmfestivals gelaufen war, zeigte der Fernsehsender arte den Film am 28. Dezember 1995, dem hundertsten Jahrestag der Vorführung der Brüder Lumière, erstmals komplett. Dabei wurden dem Film Erläuterungen von Wim Wenders und die komplette Ausstrahlung der historischen Varieté-Filme, die damals im Wintergarten gezeigt wurden, vorangestellt. Dies waren im Einzelnen:
- Italienischer Bauerntanz: Kindergruppe Ploetz-Larella
- Komisches Reck: Brüder Milton
- Boxendes Känguruh: Mister Delaware
- Jongleur: Paul Petras
- Acrobatisches Potpourri: Familie Grunato
- Kamarinskaja. (Russischer Nationaltanz): Gebrüder Tscherpanoff
- Serpentintanz: Mademoiselle Ancion
- Ringkämpfer: Greiner und Sandow
- Apotheose: Gebrüder Skladanowsky

Im Film zu Wort kommt Lucie Hürtgen-Skladanowsky (* 6. Juli 1904 in Berlin; † 15. Mai 2001 ebenda), die letzte Zeitzeugin einer Familie, die Filmgeschichte geschrieben hat.

## Auszeichnungen
Wim Wenders und die Studenten gewannen mit ihrem Film den Friedrich-Wilhelm-Murnau-Preis der Murnau-Stiftung für die ersten 15 Minuten des Films.

## Kritiken
- film-dienst: „Eine liebenswert-charmante Ehrung der Brüder Skladanowsky. […] Der besondere Reiz der Hommage liegt in dem Versuch, einerseits die Stil-Mittel der frühen bewegten Bilder nachzubilden […], andererseits neue erzählerische Formen zu entwickeln.“[3]

- Frankfurter Allgemeine Zeitung: „Wenders würdigt den heiteren Erfindergeist der Skladanowskys, indem er große Teile seiner subtilen, unterhaltsamen, verspielten Etüde selbst mit einer alten Kurbelkamera gedreht hat.“[4]